# Lumbia Airport
Lumbia Airport is een voormalig burgervliegveld ten zuiden van de Filipijnse stad Cagayan de Oro op het zuidelijk eiland Mindanao. De luchthaven was tot 2013, op Davao Airport na, de drukste luchthaven van Mindanao. 
In 2013 is in de gemeente Laguindingan, op ongeveer 46 kilometer afstand van Cagayan de Oro, een nieuw vliegveld in gebruik genomen. Laguindingan International Airport heeft de rol van Lumbia Airport overgenomen en bedient nu het noordelijke deel van Mindanao, inclusief Iligan en Cagayan de Oro.
Vanwege de ingebruikname van Laguindingan International Airport in 2013 werd het vliegveld overgedragen aan de Filipijnse luchtmacht. Ook de drielettercode "CGY" ging over naar het nieuwe vliegveld.
Er wordt op Lumbia Airport onderhoud gepleegd aan de OV-10 Bronco vliegtuigen en de UH-1 Huey en MD-520MG Defender helikopters.
In 2010 werden 7260 vluchtbewegingen uitgevoerd van en naar Lumbia Airport. Er werden 1.301.502 passagiers en er werd 1.134 ton vracht vervoerd.